# Chyžné
Chyžné és un poble i municipi d'Eslovàquia que es troba a la regió de Banská Bystrica.

## Història
La primera menció escrita de la vila es remunta al 1427.

## Demografia
| Godina             | 1994 | 2004   | 2014   | 2024   |
| ------------------ | ---- | ------ | ------ | ------ |
| Nombre de persones | 421  | 427    | 421    | 409    |
| Diferència         |      | +1,42% | −1,40% | −2,85% |

| Godina             | 2023 | 2024 |
| ------------------ | ---- | ---- |
| Nombre de persones | 409  | 409  |
| Diferència         |      | +0%  |